# Kyosuke Matsuyama
Kyosuke Matsuyama, född 19 december 1996 i Tokyo, är en japansk fäktare som tävlar i florett.

## Karriär
Vid OS 2024 ingick Matsuyama i det japanska laget som tog guld i florett.